# 12464 Мангеттен
12464 Мангеттен (12464 Manhattan) — астероїд головного поясу, відкритий 2 січня 1997 року.
Тіссеранів параметр щодо Юпітера — 3,582.